# Jana Kubičková-Posnerová
Jána Kubičková-Posnerová, née le 9 janvier 1945 à Nové Sady, est une gymnaste artistique tchécoslovaque. 

## Palmarès

### Jeux olympiques
- Tokyo 1964
  -  médaille d'argent au concours par équipes
- Mexico 1968
  -  médaille d'argent au concours par équipes

### Championnats du monde
- Dortmund 1966
  -  médaille d'or au concours par équipes